# Chelsea Dagger
Singles de The Fratellis
Henrietta
(2006) Whistle for the Choir
(2006)
Pistes de Costello Music
Whistle for the Choir For The Girl
Chelsea Dagger est une chanson du groupe écossais The Fratellis. C'est le second single tiré de leur premier album studio, Costello Music.

## Hymne sportif
Chelsea Dagger est devenu un hymne de stades à partir de 2007, dès lors on l'entend régulièrement joué ou entonné par les supporters lors de différentes rencontres sportives.
Les premiers supporters à l'utiliser en 2007 sont ceux du Celtic Glasgow et de l'équipe d'Écosse de football à Hampden Park ainsi que les supporters de Chelsea à Stamford Bridge.
Selon The Guardian, sa popularité s'explique notamment par la simplicité de la mélodie, facile à chanter, ainsi que par les accords en la, ré et sol, qui font penser à une progression standard en 12 mesures similaire à celle du blues mais « à l'envers ».
Par la suite, la chanson retentit par exemple lorsque les Blackhawks de Chicago et les Dragons de Rouen marquent un but en hockey sur glace ; lorsque le LOU rugby marque des points dans l'enceinte du Matmut Stadium ; ou encore lorsque la Juventus Turin marque un but à domicile au Juventus Stadium.

## Clip vidéo
Le clip montre le groupe jouant dans un cabaret. 